# Саторі
Сато́рі (яп. 悟, кириліз.: саторі; кит.: 悟; санскр. संबोधि, трансліт. самбодхі — букв. «просвітлення») — в медитативній практиці дзен — внутрішнє персональне переживання досвіду осягнення істинної природи (людини) через досягнення "стану одної думки" (санскр. ध्यान, трансліт. Дх'яна чи яп. 禅, кириліз.: дзен).
В медитативній практиці дзен вважається, що досягнути стану саторі можна, окрім медитативної практики, завдяки тривіальним, ординарним подіям та предметам.
В японській буддистській традиції саторі використовують поряд з терміном «кенсьо» — яп. 見性, кенсьо:, «бачення власної природи».